# 귀토-토끼의 팔란
귀토-토끼의 팔란은 한국에서 제작된 고선웅 감독의 2021년 공연실황 영화이다. 김준수 등이 주연으로 출연하였다.

## 출연

### 주연
- 김준수
- 유태평양
- 민은경
- 윤석안
- 허종열
- 김금미
- 정미정
- 이영태
- 우지용
- 오민아
- 김유경
- 서정금
- 김차경
- 김형철
- 허애선
- 이광원
- 김지숙
- 조영규
- 남해웅
- 나윤영
- 이시웅
- 김미진
- 이연주
- 이광복
- 이소연
- 최호성
- 조유아
- 최용석
- 박성우
- 왕윤정
- 김수인
- 김우정
- 백나현
- 신예주
- 조정규
- 채정원

## 제작진
- 책임프로듀서: 오지원
- 책임프로듀서: 권태연
- 책임프로듀서: 구슬
- 프로듀서: 이주미
- 프로듀서: 정혜련
- 프로듀서: 최성민
- 프로듀서: 박시현
- 프로듀서: 전혜담
- 프로듀서: 정선영
- 프로듀서: 김정희
- 프로듀서: 이신섭
- 촬영부: 김윤정
- 촬영부: 이주환
- 촬영부: 신의욱
- 촬영부: 홍상호
- 촬영부: 차순호
- 촬영부: 김의겸
- 촬영부: 최경현
- 촬영부: 김예지
- 촬영부: 황윤선
- 촬영부: 장찬수
- 촬영부: 김세진
- 조명: 류백희
- 조명: 구승현
- 조명부: 이수연
- 조명부: 김종락
- 조명부: 김소량
- 조명부: 이지은
- 조명부: 한광희
- 조명부: 홍소라
- 조명부: 고동근
- 조명부: 이계준
- 조명부: 주영석
- 조명부: 김홍석
- 조명부: 김성찬
- 조감독: 김시화
- 조감독: 정형석
- 음향: 지영
- 음악지원: 유찬미
- 음악지원: 오영빈
- 작곡: 한승석
- 작화: 김유리
- 작화: 박순용
- 소품: 정복모
- 소품: 채수형
- 소품: 박현이
- 소품: 윤지현
- 시각효과: 이혜인
- 분장: 김종한
- 분장팀: 박효정
- 분장팀: 오하나
- 분장팀: 박진영
- 분장팀: 정주희
- 분장팀: 박지호
- 분장팀: 김영
- 의상: 김영진
- 의상: 조근하
- 의상: 김효영
- 의상: 이주선
- 공동작창: 유수정
- 공동작창: 한승석
- 무대디자인: 이태섭
- 무대협력디자인: 박은혜
- 영상디자인: 김혜민
- 장신구디자인: 김영진
- 작품콘셉트: 김수진
- 소품디자인: 김수진
- 무대감독: 양정원
- 부무대감독: 정헌탁
- 소리지도: 김금미
- 조안무: 이경구
- 영상디자인보: 임채정
- 의상팀: 성지현
- 의상팀: 송민경
- 장신구디자인팀: 성지현
- 장신구디자인팀: 송민경
- 자막번역(영문): 이재은
- 자막편집/오퍼레이터: 정다함
- 메인홍보물 원화제작: 김화선
- 총무: 이혜원
- 무대예술부장: 고상순
- 무대기술팀장: 김호성
- 기술행정: 이정행
- 안전관리: 김동욱
- 안전관리: 박지용
- 기계감독: 손후윤
- 기계오퍼레이터: 정현철
- 기계오퍼레이터: 김성식
- 기계지원: 이정환
- 음향오퍼레이터: 유시환
- 음향지원: 이재식
- 음향지원: 이상현
- 음향지원: 이한누리
- 음향지원: 김민웅
- 음향지원: 장혜진
- 음향지원: 김남언
- 영상감독/오퍼레이터: 지병환
- 영상 지원: 한기창
- 영상 지원: 선혜지
- 영상 지원: 김동건
- 무대미술팀장: 전선택
- 미술행정: 이명교
- 장치감독: 강승구
- 장치 제작/운영: 송낙원
- 장치 제작/운영: 박일천
- 장치 제작/운영: 홍재민
- 장치 제작/운영: 강규한
- 장치 제작/운영: 김항원
- 장치 제작/운영: 최성훈
- 장치 제작/운영: 정성원
- 장치 제작/운영: 김선우
- 장치 제작/운영: 김정규
- 장치 제작/운영: 조재현
- 장치 제작/운영: 신슬기
- 장치 제작/운영: 정준우
- 장신구: 신종현
- 장신구: 김은경
- 국립극장장: 김철호
- 공연기획부장: 선재규
- 공연기획팀장: 이동현
- 교육전시부장: 강성구
- 홍보팀장: 강은아
- 영상제작 감독: 김수기
- 영상제작 조감독: 강원석
- 데이터매니저: 최홍석
- 기술스태프: 강형기
- 지미집: 고은규
- 지미집: 안한진
- 지미집: 지성민
- 지미집: 구교원
- 디지털색보정: 손승현
- 디지털색보정: 최은석
- 디지털색보정: 이호우
- 디지털색보정: 정고은
- 디지털색보정: 김현지
- 사운드팀: 정희진
- 기술감독: 어경준
- 기술감독: 이상현
- 안무: 지경민
- 예술감독: 유수정